# Nicos Kouyialis
Nicos Kouyialis (Nicosia, 30 maart 1967) is een Cypriotische politicus. Sinds maart 2013 is hij minister van Landbouw, Plattelandsontwikkeling en Milieu in het kabinet van president Nicos Anastasiades.

## Biografie
Kouyialis studeerde elektrotechniek aan de North Carolina State University in de Verenigde Staten. Na zijn studie was hij werkzaam op dezelfde universiteit als docent telecommunicatie. Vervolgens was Kouyialis werkzaam voor Siemens, Alcatel en IBM in Cyprus. Na zijn vertrek bij IBM was hij werkzaam voor de Elektriciteitsautoriteit van Cyprus.
Kouyialis is aangesloten bij de pro-Europese partij Europese Partij van Cyprus. In 2011 werd hij benoemd tot vice-president. Na de verkiezingen van 2013 vormde zijn partij een coalitie met Dimokratikos Synagermos. In het kabinet van Nicos Anastasiades werd Kouyialis benoemd tot minister van Landbouw, Plattelandsontwikkeling en Milieu.